# Cussy-la-Colonne
Cussy-la-Colonne est une commune française située dans le canton d'Arnay-le-Duc du département de la Côte-d'Or, en région Bourgogne-Franche-Comté.

## Géographie

### Climat
Pour des articles plus généraux, voir Climat de la Bourgogne-Franche-Comté et Climat de la Côte-d'Or.
En 2010, le climat de la commune est de type climat des marges montargnardes, selon une étude du Centre national de la recherche scientifique s'appuyant sur une série de données couvrant la période 1971-2000. En 2020, Météo-France publie une typologie des climats de la France métropolitaine dans laquelle la commune est exposée à un climat océanique altéré et est dans la région climatique  Bourgogne, vallée de la Saône, caractérisée par un bon ensoleillement (1 900 h/an), un été chaud (18,5 °C), un air sec au printemps et en été et des vents faibles. 
Pour la période 1971-2000, la température annuelle moyenne est de 9,4 °C, avec une amplitude thermique annuelle de 16,6 °C. Le cumul annuel moyen de précipitations est de 934 mm, avec 12,8 jours de précipitations en janvier et 7,5 jours en juillet. Pour la période 1991-2020, la température moyenne annuelle observée sur la station météorologique de Météo-France la plus proche, « Bessey », sur la commune de Bessey-en-Chaume à 9 km à vol d'oiseau, est de 10,2 °C et le cumul annuel moyen de précipitations est de 831,9 mm,. Pour l'avenir, les paramètres climatiques de la commune estimés pour 2050 selon différents scénarios d'émission de gaz à effet de serre sont consultables sur un site dédié publié par Météo-France en novembre 2022.

## Urbanisme

### Typologie
Au 1er janvier 2024, Cussy-la-Colonne est catégorisée commune rurale à habitat très dispersé, selon la nouvelle grille communale de densité à 7 niveaux définie par l'Insee en 2022.
Elle est située hors unité urbaine. Par ailleurs la commune fait partie de l'aire d'attraction de Beaune, dont elle est une commune de la couronne,. Cette aire, qui regroupe 64 communes, est catégorisée dans les aires de 50 000 à moins de 200 000 habitants,.

### Occupation des sols
L'occupation des sols de la commune, telle qu'elle ressort de la base de données européenne d’occupation biophysique des sols Corine Land Cover (CLC), est marquée par l'importance des territoires agricoles (52,7 % en 2018), une proportion sensiblement équivalente à celle de 1990 (52,9 %). La répartition détaillée en 2018 est la suivante : 
forêts (47,3 %), prairies (35 %), terres arables (17,1 %), zones agricoles hétérogènes (0,7 %). L'évolution de l’occupation des sols de la commune et de ses infrastructures peut être observée sur les différentes représentations cartographiques du territoire : la carte de Cassini (XVIIIe siècle), la carte d'état-major (1820-1866) et les cartes ou photos aériennes de l'IGN pour la période actuelle (1950 à aujourd'hui).

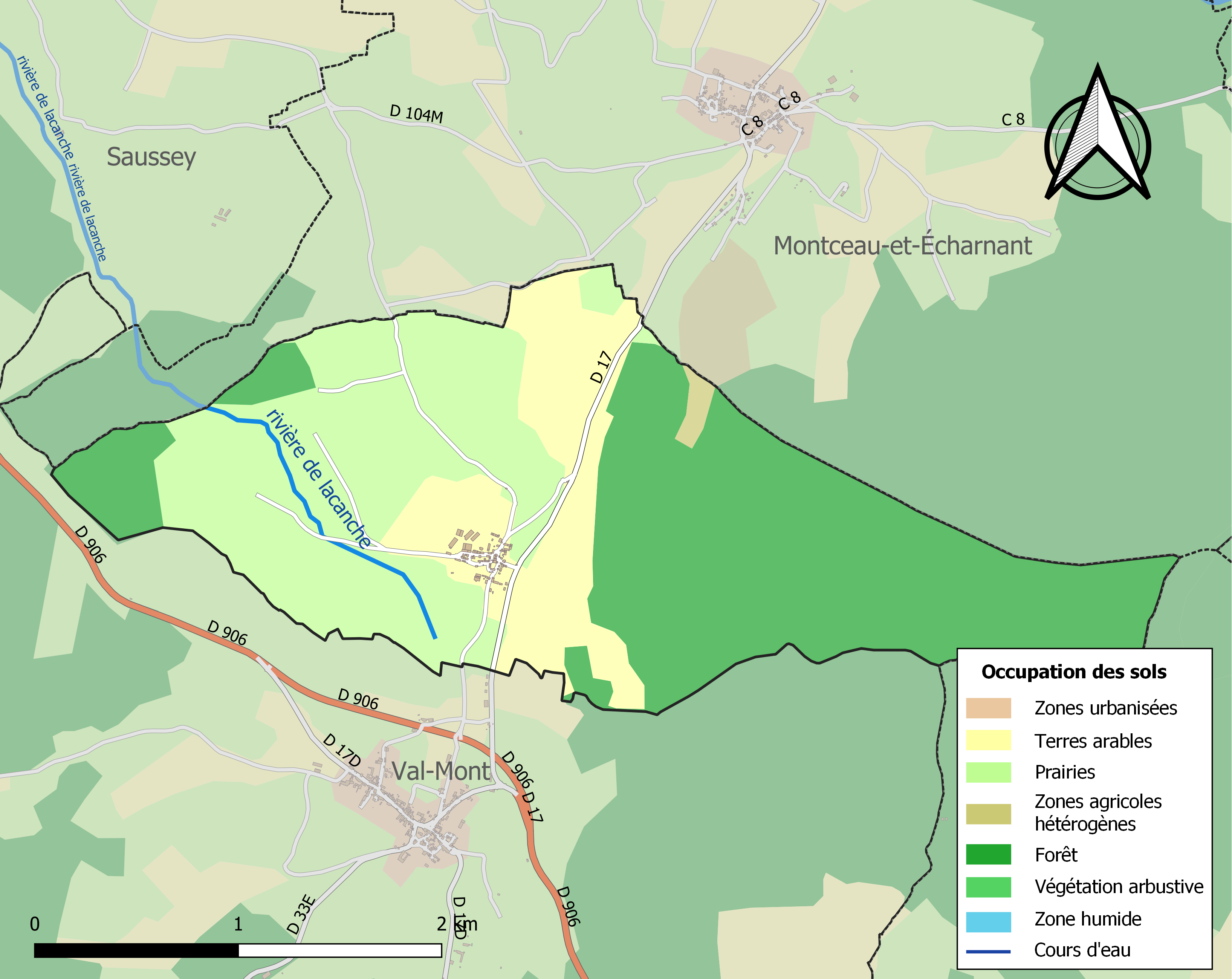
Carte des infrastructures et de l'occupation des sols de la commune en 2018 (CLC).

## Histoire
Le village était connu au XIIe siècle sous le nom de Cucé, dérivé du nom de personne Cussius.
La commune, très tôt au XIXe siècle, fut desservie par le train, implantée sur le tracé du chemin de fer d'Épinac, construit de 1829 à 1835, qui allait d'Épinac au canal de Bourgogne.

## Politique et administration
| Période                                  | Période   | Identité           | Étiquette | Qualité |
| ---------------------------------------- | --------- | ------------------ | --------- | ------- |
| avant 1988                               | ?         | Bernard Terrand    |           |         |
| mars 2001                                | mars 2014 | Anne-Marie Terrand |           |         |
| mars 2014                                | en cours  | Nathalie Terrand   |           | Artisan |
| Les données manquantes sont à compléter. |           |                    |           |         |

## Démographie
L'évolution du nombre d'habitants est connue à travers les recensements de la population effectués dans la commune depuis 1793. Pour les communes de moins de 10 000 habitants, une enquête de recensement portant sur toute la population est réalisée tous les cinq ans, les populations de référence des années intermédiaires étant quant à elles estimées par interpolation ou extrapolation. Pour la commune, le premier recensement exhaustif entrant dans le cadre du nouveau dispositif a été réalisé en 2007.

En 2022, la commune comptait 44 habitants, en évolution de −12 % par rapport à 2016 (Côte-d'Or : +0,82 %, France hors Mayotte : +2,11 %).
| 1793 | 1800 | 1806 | 1821 | 1831 | 1836 | 1841 | 1846 | 1851 |
| ---- | ---- | ---- | ---- | ---- | ---- | ---- | ---- | ---- |
| 142  | 160  | 151  | 179  | 220  | 202  | 212  | 211  | 222  |

| 1856 | 1861 | 1866 | 1872 | 1876 | 1881 | 1886 | 1891 | 1896 |
| ---- | ---- | ---- | ---- | ---- | ---- | ---- | ---- | ---- |
| 244  | 204  | 208  | 191  | 172  | 144  | 132  | 124  | 111  |

| 1901 | 1906 | 1911 | 1921 | 1926 | 1931 | 1936 | 1946 | 1954 |
| ---- | ---- | ---- | ---- | ---- | ---- | ---- | ---- | ---- |
| 94   | 108  | 88   | 87   | 67   | 78   | 79   | 91   | 74   |

| 1962 | 1968 | 1975 | 1982 | 1990 | 1999 | 2006 | 2007 | 2012 |
| ---- | ---- | ---- | ---- | ---- | ---- | ---- | ---- | ---- |
| 50   | 43   | 43   | 52   | 47   | 41   | 52   | 53   | 54   |

| 2017 | 2022 | - | - | - | - | - | - | - |
| ---- | ---- | - | - | - | - | - | - | - |
| 42   | 44   | - | - | - | - | - | - | - |

## Lieux et monuments

### La colonne gallo-romaine
La commune doit son nom à une colonne monumentale gallo-romaine datant du IIIe siècle, classée Monument historique en 1846. Située un peu à l'écart du village, en contrebas d'un chemin, elle mesure actuellement 11,60 mètres de haut. Sa partie sommitale a été restaurée par Charles d'Arbaud en 1825, sur l'ordre de Charles X. Elle aurait pu marquer originellement le centre ou l'entrée d'un domaine gallo-romain, ou d'un village. Il subsiste peu de monuments équivalents en Europe.
Le piédestal octogonal est sculpté de personnages, usés par le temps, dont l'un pourrait être Hercule et un autre Junon ; un autre personnage pourrait représenter un captif gaulois.
À côté de la colonne ont été placées deux pierres retrouvées dans les environs (la « pierre cornue » et le « chapiteau d'Auvenay ») et dont on a supposé que l'une ou l'autre avaient pu constituer le chapiteau initial (qui soutenait sans doute une statue).
le lieu où a été érigée la colonne était le but d'un pèlerinage gaulois que le paganisme romain avait entretenu. Le peuple y apportait ses offrandes et y déposait ses ex-voto  (cf le culte des pierres des arbres et des eaux Remèdes d'autrefois Docteur Cabanès p 286 Maloine ed. 1903)

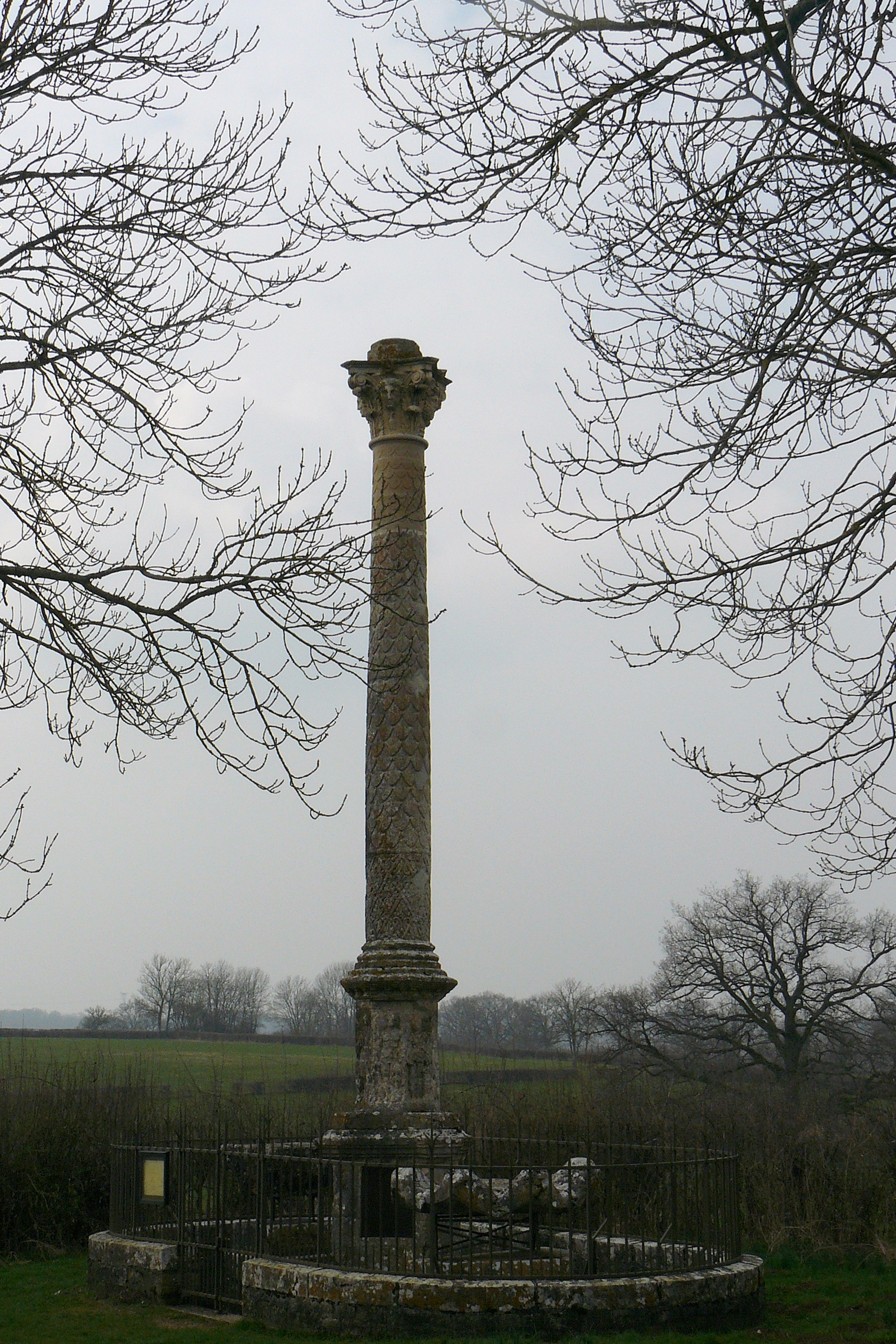
La colonne aujourd'hui.
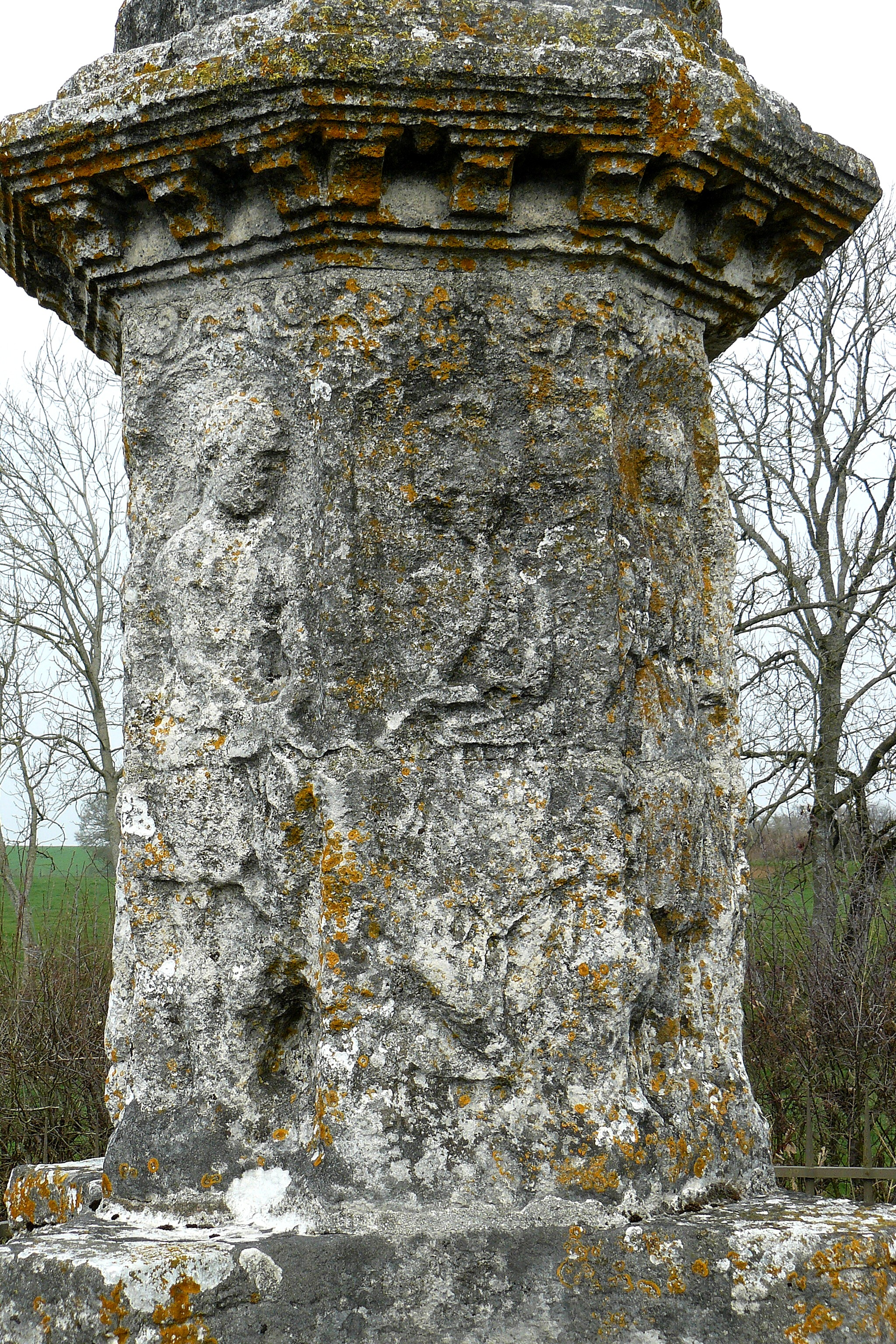
Le piédestal octogonal originel.
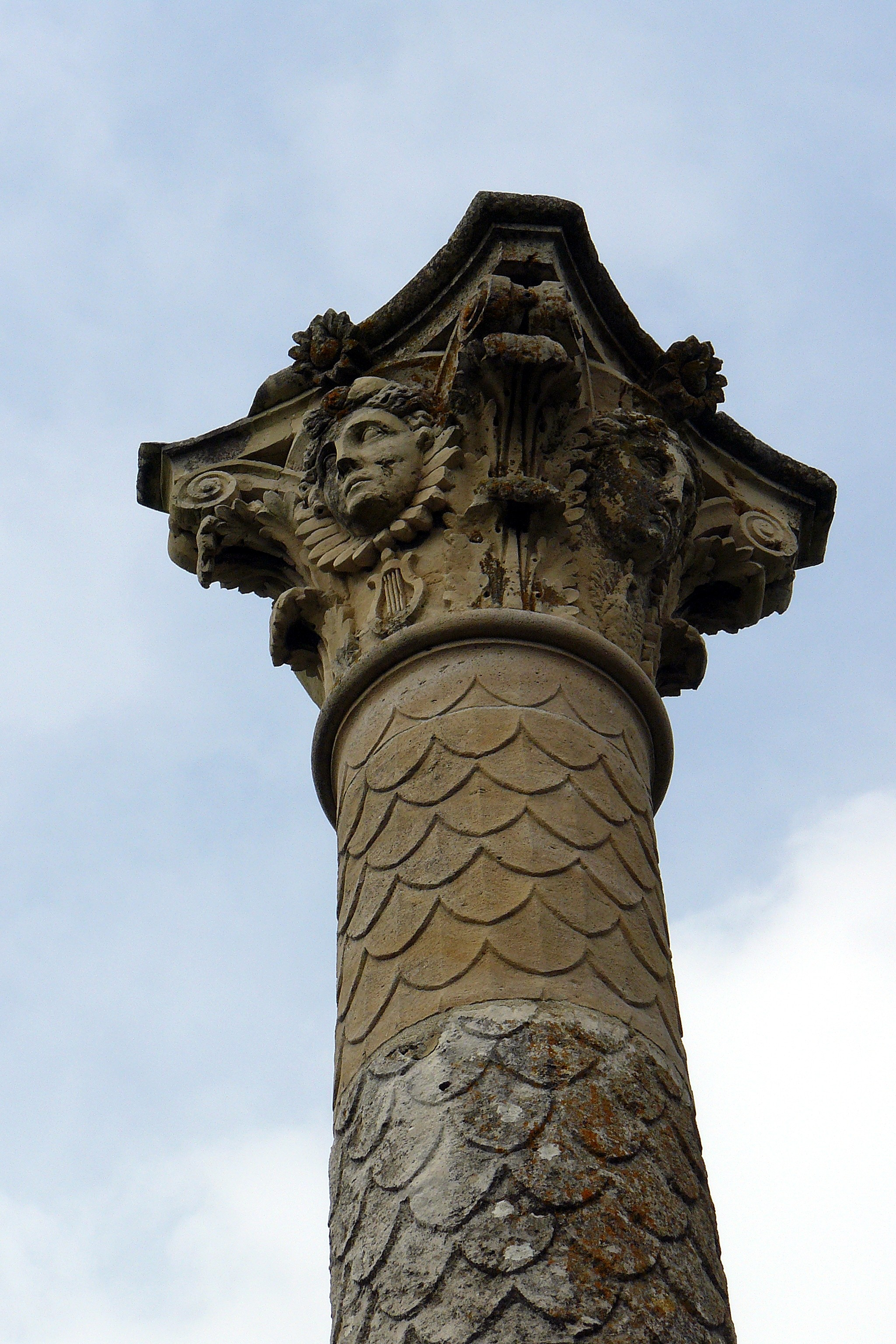
La partie sommitale (XIXe siècle).